# KAI T-50
Die KAI T-50 Golden Eagle (kor. 골든이글 RR Goldeunigeul) ist ein zweisitziger südkoreanischer Überschalltrainer der Korea Aerospace Industries.
Die militärische Variante des KAI T-50 (FA-50) stellt ein leichtes Kampfflugzeug dar.

## Geschichte
Die Entwicklung der T-50 begann 1992 mit Studien der Firma Samsung für einen strahlgetriebenen Überschalltrainer unter der Projektbezeichnung KTX-2. Dies sollte nach dem Turboproptrainer KTX-1, der im Dezember 1991 seinen Erstflug hatte, ein weiterer Schritt zur Unabhängigkeit der einheimischen Luftfahrtindustrie sein. Die KTX-2 sollte die T-38 Talon und Hawk und später die F-5 Tiger II ersetzen.
Da die Kosten für die Entwicklung als hoch eingeschätzt wurden (insgesamt kostete sie 2 Mrd. US-Dollar), wurde ein starker Partner gesucht, der mit Lockheed Martin gefunden wurde. Dies führte jedoch zu Zeitverzögerungen, so dass das Projekt erst Mitte 1997 offiziell gestartet wurde. Finanziell teilten sich Lockheed Martin (13 %), KAI (17 %) und der südkoreanische Staat (70 %) die Kosten. Der Einfluss von Lockheed Martin zeigt sich am Design der Maschine, die der F-16 ähnelt.
Am 24. Oktober 1997 wurde der Vertrag zum Bau von sechs Prototypen (davon zwei nur für statische Tests) unterzeichnet. Im August 1999 erfolgte dann der Design freeze, im Oktober 1999 die Gründung der Firma KAI und im Februar 2000 die Umbenennung in T-50. Der erste Prototyp wurde ab Januar 2001 in Sacheon gebaut und am 31. Oktober 2001 im Beisein von Staatspräsident Kim Dae-jung erstmals öffentlich präsentiert. Am 20. August 2002 startete der Prototyp mit Oberstleutnant Cho Gwang-Je an Bord zu seinem 39-minütigen Erstflug. Der Erstflug des zweiten Prototyps folgte am 8. November desselben Jahres. Am 19. Februar 2003 wurde mit Mach 1,05 erstmals Überschall erreicht. Der Prototyp der Trainer/Jagdbomberausführung, als LIFT (Lead-in-Fighter-Trainer), T-50B, A-50 oder TA-50 bezeichnet startete am 29. August 2003, der vierte Prototyp am 4. September 2003 zu seinem Erstflug.
Ende 2003 erfolgte die erste Festbestellung von 25 Maschinen der südkoreanischen Luftwaffe, und am 30. August 2005 feierte die erste Serienmaschine auf dem Werksgelände von KAI in Sacheon ihren Rollout. Die offizielle Übergabe der ersten Maschine an die südkoreanische Luftwaffe erfolgte am 29. Dezember 2005 an das Geschwader in Gwangju. Die erste TA-50 hatte am 24. Januar 2011 ihren Rollout.
Mit einer modifizierten Version der T-50 nahm Lockheed Martin am T-X-Programm der US Air Force teil, dessen Ziel es war, einen modernen Nachfolger für die Northrop T-38 Talon zu finden. Die Version von Lockheed Martin trägt die Bezeichnung T-50A und startete am 2. Juni 2016 zu ihrem Erstflug. Diese Ausschreibung gewann später die Boeing T-7.
Eine reine Kampfversion mit der Bezeichnung FA-50 (unter anderem mit AESA-Radar von Elta) als Ersatz für die F-5 wurde entwickelt. Der Auftrag dazu wurde im Dezember 2008 erteilt und der Erstflug sollte 2012 erfolgen. Anfang 2011 wurden 20 FA-50 fest bestellt, die zwischen 2013 und 2014 ausgeliefert wurden.

## Varianten

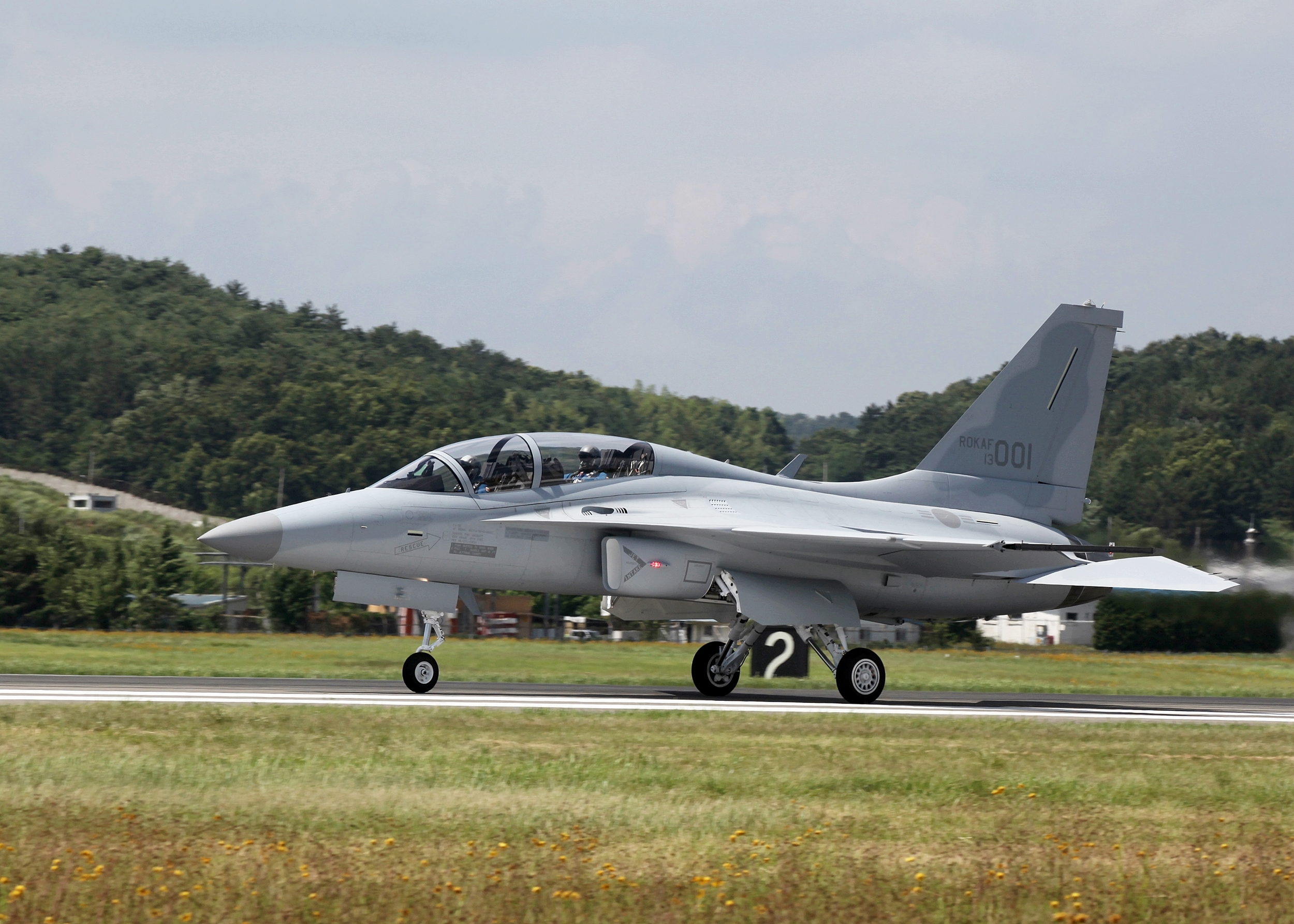
Eine FA-50 „Fighting Eagle“ der ROKAF beim Start (2013)

Es gibt von der T-50 zwei Basisausführungen, eine Schulvariante und ein leichtes Kampfflugzeug:
T-50, Fortgeschrittenentrainer
T-50A, Bewerber für das T-X Programm der US Air Force auf Basis der FA-50
T-50B, Variante der T-50 für das Kunstflugteam Black Eagles.
TA-50, Kampftrainer, inklusive leichtes Kampfflugzeug
F-50, nicht realisiertes einsitziges Mehrzweckkampfflugzeug, anstelle der F-50 wurde die KAI KF-21 entwickelt
FA-50, leichtes Kampf- bzw. Bodenangriffsflugzeug, ursprünglich als A-50 bezeichnet
FA-50 Block 10, Basisvariante für Koreas Luftstreitkräfte, gegenüber den ersten Exportvarianten mit Software-Upgrades für das Mitführen von AN/AAQ-33
FA-50 Block 20, weitere Variante für Koreas Luftstreitkräfte, mit Luftbetankungssonde und konformen Kraftstofftank für höhere Reichweite, Avionik-Upgrade, Einrüstung weiterer Flugkörper und der Möglichkeit der Einrüstung eines AESA-Radars
Basierend auf diesen Ausführungen wurden folgende Exportvarianten abgeleitet:
T-50I, Version der T-50 für Indonesien
T-50IQ, Version der FA-50 für den Irak
T-50TH, Version der T-50 für Thailand
FA-50GF („Gap Filler“ = Lückenfüller), Übergangsversion der FA-50 für Polen auf Basis der FA-50 Block 10
FA-50PH, Version der FA-50 für die Philippinen
FA-50PL, finale Version der FA-50 für Polen auf Basis der FA-50 Block 20

## Nutzer
Indonesien
Indonesische Luftstreitkräfte: 16 T-50I (TA-50) (Auslieferung 2013/2014)
 Irak
Irakische Luftwaffe: 24 T-50IQ (FA-50) (Die Auslieferung erfolgte ab 2017, die Flugzeuge wurden aber erst 2022 eingesetzt.)
 Philippinen
Philippinische Luftstreitkräfte: 24, 12 FA-50PH (Auslieferung 2015 bis 2017), 12 FA-50PH Block 20, Bestellung 2025.
 Malaysia
Malaysische Luftstreitkräfte: 18 FA-50 (Auslieferung ab 2026, 18 weitere geplant)
 Polen
Luftstreitkräfte der Republik Polen: 12 FA-50GF (Auslieferung zwischen August und Dezember 2023)
Luftstreitkräfte der Republik Polen: 36 FA-50PL (Auslieferung zwischen 2025 und 2028)
 Südkorea
Südkoreanische Luftwaffe: 124 (50 T-50, 10 T-50B, 44 TA-50, 24 FA-50 davon 4 umgebaut aus TA-50)
 Thailand
Thailändische Luftstreitkräfte: 12 T-50TH (Zulauf seit 2018)

## Technische Daten
Die Maschine ist als Mitteldecker mit gering gepfeilten Tragflächen mit weit vorgezogenen Flächenwurzeln (LERX), voll beweglichen Höhenflossen und Tandemcockpit mit Martin-Baker-Mk.10L-Schleudersitzen ausgelegt. Das Cockpit des über Fly-by-Wire und nach dem HOTAS-Prinzip (alle Funktionen am auf der rechten Seite angebrachten Sidesticks) gesteuerten Flugzeuges ist mit vier 127 mm großen Multifunktionsbildschirmen von Honeywell und einem Head-Up-Display ausgerüstet. Die Avionik besteht unter anderem aus Trägheitsnavigationssystem, GPS und (bei der TA-50) einem APG-67V4-Mehrzweckradar. Als Triebwerk wird ein FADEC gesteuertes General Electric F404 eingesetzt, das von sieben internen Tanks mit insgesamt 2650 l und bis zu drei externen Tanks mit 570 l Fassungsvermögen versorgt wird. Das Einziehfahrwerk von Messier Dowty ist jeweils einfach bereift.
| Kenngröße               | Daten |
| ----------------------- | --- |
| Besatzung               | 2 |
| Länge                   | 13,13 m |
| Spannweite              | 9,17 m (9,45 m mit Raketen) |
| Höhe                    | 4,94 m |
| Flügelfläche            | 26,6 m² |
| Flügelstreckung         | 3,2 |
| Leermasse               | 6441 kg |
| max. Startmasse         | 13.470 kg |
| Steiggeschwindigkeit    | 201 m/s |
| Lastvielfache           | +8 bis −3g |
| Höchstgeschwindigkeit   | 1485 km/h |
| Marschgeschwindigkeit   | 986 km/h |
| Überziehgeschwindigkeit | 195 km/h |
| Startrollstrecke        | 345 m |
| Landerollstrecke        | 710 m |
| Dienstgipfelhöhe        | 14.700 m |
| Reichweite              | - 1480 km ohne Zusatztanks - 2600 km mit Zusatztanks |
| Triebwerke              | ein Mantelstromtriebwerk General Electric F404-GE-102 |
| Leistung                | 78,7 kN mit Nachbrenner |
| Bewaffnung (TA-50)      | - dreiläufige 20-mm-Maschinenkanone auf Basis der M61 Vulcan mit 205 Schuss und 3000 Schuss/min - 2040 kg Außenlast an sieben externen Aufhängungspunkten: - Mk.82-, Mk.83-, Mk.84-Bomben sowie WDMD und JDAMs - Sidewinder, Maverick und Raketenbehälter LAU-3/68 |